# Nesavršeni robot Ron
Nesavršeni robot Ron je američko-britanski animirani film iz 2021. godine, redatelja Jean-Philippe Vine i Sarah Smith. Film je prvi dugometražni igrani film u produkciji Locksmith Animation, a distribuira ga 20th Century Studios, što ga čini prvim animiranim filmom tvrtke objavljenim od zatvaranja Blue Sky Studija.
Film je svjetsku premijeru održao 9. listopada 2021. na BFI London Film Festivalu, a teatralno je objavljen u Ujedinjenom Kraljevstvu 15. listopada 2021., a u Sjedinjenim Državama 22. listopada 2021. u izdanju 20th Century Studios. Film je zaradio 61 milijun dolara širom svijeta i dobio je općenito pozitivne kritike kritičara.
U Hrvatskoj film je prikazan u kinima 21. listopada 2021., dok televizijsku premijeru je imao 26. svibnja 2024. na RTL televiziji

## Hrvatska sinkronizacija
| Ime     | Engleska inačica  | Hrvatska inačica |
| ------- | ----------------- | ---------------- |
| Branko  | Jack Dylan Grazer | Jan Nikola Baš   |
| Ron     | Zach Galifianakis | Marinko Leš      |
| Gustav  | Ed Helms          | Berislav Tomičić |
| Donka   | Olivia Colman     | Mirela Brekalo   |
| Andrej  | Rob Delaney       | Igor Mešin       |
| Marko   | Justice Smith     | Petar Atanasoski |
| Sunčica | Kylie Cantrall    | Lola Juran       |
| Riki    | Ricardo Hurtado   | Marko Ožbolt     |

### Ostali glasovi
- Xavier Sol
- Mauricio Pérez Castillo
- Marco Antonio Gtz
- Csilla Barath Bastaić
- Judita Franković
- Irena Tereza Prpić
- Martin Jović Aleixo
- Gabriel Ante Pirić
- Sandra Hrenar
- Enes Vejzović
- Marko Cindrić
- Marin Klišmanić
- Zrinka Antičević
- Boris Barberić
- Daniel Dizdar
- Lea Jablanović
- Rina Radmilov
- Grgur Japundžić
- Mirta Zečević
- Ana Ćapalija
- Petra Blažeković
- Kristina Habuš
- Mladen Vujčić
- Sead Berberović
- David Popović Volarić
- Goran Vrbanić
- Ljubo Alexandar Dragović

### Sinkronizacija
- Prijevod i redateljica dijaloga: Anja Maksić Japundžić
- Sinkronizacija: Livada Produkcija
- Mix studio: Shepperton International
- Kreativni supervizor: Ryszard Kunce i Jarek Wójcik
- Hrvatska verzija: Disney Character Voices International, Inc.